# Расширение Евразийского экономического союза

## Состав участников ЕАЭС по состоянию на декабрь 2019 года
Полноправные члены объединения
- Беларусь (с 1 января 2015 года).
- Казахстан (с 1 января 2015 года).
- Россия (с 1 января 2015 года).
- Армения (со 2 января 2015 года).
- Кыргызстан (с 12 августа 2015 года)

## Потенциальные кандидаты
Официальные лица государств-основателей Таможенного союза неоднократно заявляли о том, что рассматривают эту организацию как открытую для вступления других стран, прежде всего входящих в Евразийское экономическое сообщество (ЕврАзЭС) и СНГ.

### Страны, заявившие о вступлении в Таможенный союз
- Монголия
- Таджикистан

В июле 2010 года президент Таджикистана Рахмон заявил: «Что касается вхождения Таджикистана в Таможенный союз, то мы этим очень серьёзно занимаемся». Однако, по состоянию на июль 2012 года, переговоры о вступлении Таджикистана в Таможенный союз так и не начались. «Мы изучаем, насколько это присоединение может быть для нас выгодно. Если Киргизия присоединится, мы будем более уверенными в обоснованности вступления в союз», — заявил министр иностранных дел Таджикистана Хамрохон Зарифи 18 мая 2012 года.

В середине 2019 года Центр стратегических исследований при президенте Таджикистана разработал 70-страничный документ, рассматривающий потенциальные изменения в миграционных, экономических, политических и геополитических аспектах в случае вступления в ЕАЭС.
- Тунис

В августе 2016 года посол Туниса в РФ Али Гутали заявил: «Мы с интересом смотрим на создание экономической зоны и хотим сотрудничать с ЕАЭС. Мы хотели бы также вступить в ЕАЭС для того, чтобы создать подобные экономические зоны между этим объединением и Тунисом, что позволило бы нам экспортировать нашу продукцию и, соответственно, импортировать российскую продукцию. Мы достигли договоренности по этому вопросу в последнее время, и это было очень важно, так как Россия, как вы знаете, прибегла к контрсанкциям и запретила ввоз сельскохозяйственной и другой продукции».
- Китай
- Европа

Назарбаев допустил объединение в будущем ЕС и ЕАЭС - РИА Новости, 07.12.2021 (ria.ru)

### Поддержка ТС в других странах
- Молдова

Позиция Молдавии на протяжении последнего[какого?] десятилетия была неоднозначна. Идею вступления в Таможенный союз в свое время выдвигала и поддерживала парламентская Партия коммунистов Республики Молдова, однако позже руководство партии отказалось от этой идеи.

С приходом к власти в 2009 году проевропейских партий возможность вступления Молдовы в Таможенный союз стала нереализуемой. Проевропейские партии несколько раз объединялись  в Альянсы за европейскую интеграцию (AE, AE2, AE3). Все усилия проевропейских альянсов были направлены на вступление Молдовы в ЕС. После ареста и обвинения в коррупции экс-премьера Влада Филата сформировалась  новое правящее большинство, продолжившее европейский путь страны.

В мае 2012 года правящее парламентское большинство выступает против присоединения к Таможенному союзу. Присоединение поддерживают крупнейшая оппозиционная Партия социалистов Республики Молдова, внепарламентская Социал-демократическая партия. Последняя предприняла попытку инициировать национальный референдум о вступлении Молдовы в Таможенный союз, однако Центральная избирательная комиссия и бывший президент Николай Тимофти отклонили предложение организовать референдум.

13 ноября 2016 победу на президентских выборах одержал лидер партии социалистов Игорь Додон, который является сторонником  вступления страны в ЕАЭС. 18 января 2017 года Додон заявил о возможной отмене договора об ассоциации с ЕС после парламентских выборов.

17 января 2017 Президент Молдавии Игорь Додон заявил о намерении Молдавии стать наблюдателем в Евразийском экономическом союзе.

3 апреля 2017 в Кишиневе был подписан Меморандум о сотрудничестве Молдавии с ЕАЭС. Меморандум подписали председатель Коллегии Евразийской экономической комиссии Тигран Саркисян, а с молдавской стороны — Игорь Додон. 14 апреля прошёл саммит Евразийского экономического союза, на котором было принято решение о предоставлении Молдавии статуса наблюдателя в организации.

### Действующие соглашения
- Сербия

В двусторонних отношениях между Республикой Сербия и Россией режим свободной торговли действует с 2000 года. Соглашение о свободной торговле с Белоруссией было подписано 31 марта 2009 года. В целях унификации внешнеторговых режимов стран Таможенного союза Казахстан заключил аналогичное соглашение с Сербией 7 октября 2010 года (временно применялось с 1 января 2011 года, ратифицировано 30 ноября 2011 года), а Белоруссия и Россия подписали с Сербией протоколы о внесении изменений и дополнений в существующие соглашения (протоколы временно применяются, но не ратифицированы по состоянию на 30 июля 2012 года).
- Содружество независимых государств

Договор о зоне свободной торговли СНГ был подписан 18 октября 2011 года главами правительств стран-участниц СНГ, кроме Азербайджана, Туркмении и Узбекистана, которые неоднократно заявляли о нежелании вступать в Таможенный союз. Договор вступил в силу 20 сентября 2012 года в отношениях между Белоруссией, Россией и Украиной — первыми тремя странами, выполнившими его ратификацию. В остальных пяти подписавших договор странах по состоянию на 1 сентября 2012 года продолжается выполнение внутригосударственных процедур.
- Украина

В конце 2012 — начале 2013 гг Россия активно предлагала Украине присоединиться к ТС и стать его полноправным членом, аргументируя это соображениями экономической выгоды и целесообразности — выгодами, которые Украина получит, в частности, от поставки российских энергоносителей по более низким ценам. При этом, однако, совершенно не учитывалась политическая составляющая — консенсус украинских элит о необходимости интеграции с ЕС, а также обязательства украинских политиков (включая Виктора Януковича) перед ЕС. В итоге Украина отвергла все предложения России об интеграции, и дело свелось к чисто символическому участию Украины в качестве «наблюдателя» ТС. Янукович заявил, что приоритетом для Украины является интеграция в ЕС, а с ТС он считает необходимым выстраивать сотрудничество в формате «3+1» — «на секторальном уровне». Однако премьер-министр России Дмитрий Медведев заявил, что сотрудничество «3+1» недопустимо. Партии «Батькивщина», «УДАР», «Свобода» и часть Партии регионов выступали против присоединения Украины к ТС, поддерживая европейскую интеграцию. Несмотря на это, 31 мая 2013 года Украина заключила меморандум о сотрудничестве с ТС. Вопрос о присоединении Украины к Таможенному союзу был окончательно закрыт в декабре 2013 года. Впоследствии, новые власти Украины после Евромайдана также отказались от рассмотрения вопроса о вступлении в ТС, целиком и полностью сосредоточившись на интеграции в Европейский союз.

### Непризнанные или частично признанные государственные образования
- Республика Абхазия (частично признанное государство)

Объявлено о намерении вступления — 16 февраля 2010 года;
- Республика Южная Осетия (частично признанное государство)

Объявлено о намерении вступления — 15 октября 2013 года;
- Приднестровская Молдавская Республика (непризнанное государство)

Объявлено о намерении вступления — 16 февраля 2012 года;
- Донецкая Народная Республика (частично признанное государство)

Объявлено о намерении вступления — в 2014 году;
- Луганская Народная Республика (частично признанное государство)

Объявлено о намерении вступления — в 2014 году.